# Utsteinen
Der Utsteinen (norwegisch für Außenstein) ist ein Nunatak im Hinterland der Prinzessin-Ragnhild-Küste im ostantarktischen Königin-Maud-Land. Er ragt 6 km nördlich der Vikinghøgda und der Hauptgruppe des Gebirges Sør Rondane auf.
Norwegische Kartografen, die den Nunatak nach seiner Randlage benannten, kartierten ihn 1957 anhand von Luftaufnahmen der US-amerikanischen Operation Highjump (1946–1947).
Während des Internationalen Polarjahres 2007–2008 wurde am Utsteinen die belgische Forschungsstation Prinzessin-Elisabeth-Station in Betrieb genommen.